# 通加魮
通加魮（学名：Barbus tongaensis）為輻鰭魚綱鯉形目鯉科魮屬的其中一個種。該物種於1935年由Hialmar Rendahl描述，主要分布於非洲南蘇丹白尼羅河流域，體長可達2.5公分。

## 扩展阅读
維基物種上的相關：通加魮